# Archive.today
archive.today（アーカイブトゥデイ、旧：archive.is）は、ウェブページのスナップショットを保存するアーカイブサイトである。
JavaScriptを多用するサイトや、プログレッシブウェブアプリケーションなどにも対応している。

## 概要
アドレスをトップページの上段赤枠に入力もしくはペーストすると、短縮URLが生成される。下段黒枠では、アドレスから過去に取得保存されたページの検索もできる。

## 変遷
- 発足当時から2014年4月までのサイト名は、Archive.is（先頭が大文字）であった。
- 2014年4月15日頃、archive.today にサイト名が改名された[4][5]。
- 2015年春に[6][7]、archive.is（先頭が小文字）に名称が戻った。
- 2016年3月、サブドメインの archive.li において、ソフォス・Fortinet・Google Safe Browsingでのスキャン結果から悪意のあるサイト判定とマルウェアが発見される[8]。
- 2016年10月、茨城県警察が、Archive.is で取得された茨城県警のページを偽サイトと名指しする[9]。
- 2017年11月、「Googleにおいてハックされている」と公式Twitterを通じて判定の告知があった[10]。
- 2018年1月頃、archive.today にサイト名を戻す。
- 2020年頃、ドメインを archive.ph に変更するが、サイト名はArchive.todayである。
- 2021年頃、ドメインを archive.md に変更するが、サイト名はArchive.todayである。
- 2023年4月頃、ドメインを archive.is に再変更するが、サイト名はArchive.todayである。

## その他
archive.todayはCloudflareのDNS「1.1.1.1」からのDNSリゾルバをブロックしている。1.1.1.1がEDNS Client Subnetをサポートしておらず、それよりDNS・HTTPリクエストとの不一致が多く発生することをその理由としている。
VPNサービスなどを経由してアクセスすると、CAPTCHAを使用したチャレンジページが表示される。これはCloudflareが提供するものと類似しているが、archive.todayが独自に実装しているものである。